# Liste der Choresm-Schahs
Die folgende Liste gibt einen Überblick über all jene Herrscher von Choresm, die den Titel „Choresm-Schah“ führten. Es werden insgesamt 4 Dynastien unterschieden.

## Die Dynastie derSiyavuschidenbzw.Afrighiden
Die meist unabhängig herrschenden Schahs sind aus antiken Schriftquellen und (ab der Zeitenwende) von Münzen bekannt. Die folgende Liste ist lückenhaft.
- Siyavusch (aus dem Schahname bekannter iranischer Held, welcher der Legende nach im Jahre 1292 v. Chr. nach Choresmien kam und 92 Jahre später mit der Einsetzung seines Sohnes Kai-Chusrau als Schah die erste choresmische Herrscherdynastie begründete)
- Kai-Chosrau (Sohn Siyavuschs, welcher der Legende nach im Jahre 1200 v. Chr. die Herrschaft über Choresm erbte)
- Vischtaspa um 588 v. Chr.
- Farasman/Pharasmanes (um 328 v. Chr.; Zeitgenosse von Alexander dem Großen, welchem er in Samarkand selbstbewusst ein Bündnis anbietet)
- Artav (ca. 50–100 n. Chr.)
- Artramusch (um 200)
- Vasamar (um 250; befreite Choresm eventuell von der Kuschanherrschaft)
- Bivarsar I. (ca. 300–350)
- Bivarsar II. (ca. 300–350)
- Kawi oder Rawi (um 350)
- Sanabar (um 450)
- Rast (um 450)
- Sijawsparsch (um 450)
- King Wik oder Wir (um 450)
- Ramik (um 500)
- Tutuchas (um 500)
- Brawik (um 620)
- Schram (um 650)
- Askatvar (um 712)
- Kanik (um 725)
- Schavoschfar[n] (um 751; durch Münzen belegt; bat die Chinesen, in deren Quellen er als „Shao-she-fien“ erscheint, um Hilfe gegen die Araber)
- Azkaswar II. (um 775)
- Abdallah b. Aschkam (um 943/44; rebellierte gegen die Samaniden, unter deren Oberherrschaft sich Choresm seit dem frühen 10. Jh. befindet)

### Herrscher aus der Afrighiden-Dynastie nach al-Bīrūnī
Nur sehr wenige dieser 22 Schahs konnten bislang mit Sicherheit durch zeitgenössischen Denkmäler belegt werden.
- Afrigh (begründete 305 die nach ihm benannte jüngere Linie der Siyavuschiden und verlegte die choresmische Hauptstadt (von Toprak-Kala?) nach Kath, wo er ein großes Schloss namens „al-Fir“ oder „al-Fil“ erbauen ließ)
- Baghra
- Sachassak
- Askadschamuk I.
- Askadschavar I. (durch Münzen belegt)
- Sachr I.
- Savosch
- Chamgri
- Buskar
- Arthamuch (Zeitgenosse des Propheten Mohammed)
- Sachr II.
- Sabri
- Askadschavar II.
- Askadschamuk II. (um 712, also während der Eroberung Choresms durch die Araber)
- Schavoschfar[n] (um 751; durch Münzen belegt; bat die Chinesen, in deren Quellen er als „Shao-she-fien“ erscheint, um Hilfe gegen die Araber)
- Torkasbatha
- Abdullah ibn Torkasbatha (frühes 9. Jh.; erster Choresm-Schah mit einem islamischen Namen = erster muslimischer Choresm-Schah?)
- Mansur ibn Abdullah
- Irak ibn Mansur (reg. 898)
- Muhammad ibn Irak (reg. 921)
- Abu Said Ahmad ibn Muhammad (reg. 967; durch Münzen belegt)
- Abu Abdallah Muhammad ibn Ahmad (gest. 995; durch Münzen belegt)

(→ Sturz durch die Mamuniden von Gurgandsch)

## Die Dynastie derMamuniden(Choresm-Schahs inGurgandsch)
- Abu Ali Mamun (I.) ibn Muhammad, kurz Maʾmūn ibn Muḥammad (reg. 995–997 unter der Oberherrschaft der Samaniden)
- Abu ʼl-Hasan Ali ibn Mamun, kurz ʿAlī ibn Maʾmūn (reg. 997–1008/9, zunächst noch unter der Oberherrschaft der Samaniden, dann faktisch unabhängig; durch Münzen belegt)
- Abu ʼl-Abbas Mamun (II.) ibn Mamun, kurz Maʾmūn ibn Maʾmūn (reg. 1008/9–1017)
- Abu ʼl-Harith Muhammad ibn Ali (reg. 1017)

(→ Sturz durch Sultan Mahmud von Ghazna)

## Die Dynastie derAltuntaschiden
- Abu Said Altun-Tasch (reg. 1017–1032, türkischer Militärsklave, welcher den Ghaznaviden als Statthalter in Choresm diente und dabei den Titel eines Choresm-Schahs führen durfte)
- Harun ibn Altun-Tasch (reg. 1032–1035, rebellierte 1034 gegen die Oberherrschaft der Ghasnaviden und machte sich unter Annahme des ihm von diesen nicht zugebilligen Choresm-Schah-Titels – nominell führte ihn Sultan Masuds Sohn Said – unabhängig)
- Ismail Chandan ibn Altun-Tasch (reg. 1035–1041 als unabhängiger Choresm-Schah)

(→ Sturz der Dynastie und Eroberung Choresms durch den Oghusen-Herrscher (Yabghu) Schah-Malik, welcher den Choresm-Schah-Titel übernahm, aber seinerseits 1042/43 den Seldschuken weichen musste, die Choresm ihrem Reich einverleibten)

## Die Dynastie derAnuschteginiden
- Anusch-Tegin Ghartschai (reg. 1077–?, nomineller Statthalter (Schihna) der Seldschuken in Choresm)
- Qutb ad-Din Abu ’l-Fath Arslan-Tegin Muhammad (reg. 1097–1127/28 als Vasall der Großseldschuken)
- Ala ad-Dunya wa-’d-Din Abu ’l-Muzaffar Qizil-Arslan Atsiz (reg. 1127/28–1156 als Vasall der Großseldschuken und (ab 1141) der Qara-Chitai; durch Münzen belegt)
- Tadsch ad-Dunya wa-’d-Din Abu ’l-Fath Il-Arslan (reg. 1156–1172 als Vasall der Qara-Chitai; durch Münzen belegt)
- Ala ad-Dunya wa-’d-Din Abu ’l-Muzaffar Tekisch (reg. 1172–1200 als Vasall der Qara-Chitai; durch Münzen belegt)
- Ala ad-Dunya wa-’d-Din Abu ’l-Fath Muhammad (reg. 1200–1220; machte sich 1210 von den Qara-Chitai (auch formal) völlig unabhängig; durch Münzen belegt)
- Dschalal ad-Dunya wa-’d-Din Abu ’l-Muzaffar Mengübirti (reg. 1220–1231; durch Münzen belegt)

(→ Eroberung Choresms durch die Mongolen unter Dschingis-Chan im Jahre 1221)